# Goldmania
Goldmania är ett släkte med fåglar i familjen kolibrier. Släktet omfattar idag två arter:
- Goldmankolibri (Goldmania violiceps)
- Pirrekolibri (Goldmania bella)

Traditionellt placeras pirrekolibrin som ensam art i släktet Goethalsia, men genetiska studier visar att den trots avvikande utseende står nära goldmankolibrin och inkluderas allt oftare i dess släkte.